# Shalimar, Florida
Shalimar är en ort i Okaloosa County, Florida, USA.